# Gerhard Lowack
Gerhard Friedrich (Fritz) Kurt Lowack (* 24. Mai 1907 in Gleiwitz, Oberschlesien; † 8. März 1945 in Ranki, Kurland) war ein deutscher Jurist.

## Leben und Tätigkeit
Gerhard Lowack war ein Sohn des Chefpexpedienten in der Montanindustrie (Vereinigte Oberschlesische Hüttenwerke) Friedrich Lowack (1877–1955) und seiner Ehefrau Maria, geb. Zollna (1874–1974). Seine Mutter war als Schriftstellerin tätig und von 1919 bis 1931 Stadtverordnete in Gleiwitz für die DNVP. Im Zusammenhang mit der Volksabstimmung in Oberschlesien gehörte sie 1921 dem Paritätischen Ausschuss an und richtete ein überparteiliches Memorandum deutscher Frauen an den Völkerbund.
Ab April 1913 besuchte Lowack die städtische Vorschule und ab April 1916 das Staatliche Friedrich-Wilhelm-Gymnasium in Gleiwitz, das er im April 1925 mit dem Reifezeugnis verließ.
Nach dem Schulbesuch studierte Lowack ab 1925 Rechts- und Staatswissenschaften an den Universitäten München (4 Semester), Berlin (1 Semester) und Breslau (3 Semester). Während des Studiums war er von 1925 bis 1927 im Deutschnationalen Studentenbund aktiv.
Am 27. September 1928 bestand Lowack beim Oberlandesgericht Breslau die erste juristische Staatsprüfung mit dem Prädikat "ausreichend". Nach der Ernennung zum Referendar absolvierte er anschließend den dreijährigen Juristischen Vorbereitungsdienst, und zwar nacheinander bei der Staatsanwaltschaft beim Amts- und Landgericht in Breslau, beim Landgericht, beim Amtsgericht und der Anwaltsstation in Gleiwitz und zuletzt beim Kammergericht in Berlin. Die Große Juristische Staatsprüfung bestand er am 24. Mai 1932 beim Preußischen Justizministerium in Berlin mit dem Prädikat "voll befriedigend".
Während seines Vorbereitungsdienstes wurde Lowack 1931 an der Universität Breslau mit einer von Arthur Wegner betreuten Dissertation im Bereich des Strafrechts zum Dr. iur. promoviert. Die mündliche Prüfung bestand er am 27. Februar 1931.
Größere öffentliche Bekanntheit erlangte der damalige Gerichtsassessor Lowack im August 1932, als er neben Walter Luetgebrune als zweiter Verteidiger der Angeklagten im Mordprozess von Potempa – einem in ganz Deutschland, aber auch im Ausland vielbeachteten Prozess – in Erscheinung trat. Ausschlaggebend für diese Berufung noch während des Rechtsreferendariats war seine juristische Expertise im Bereich Rechtfertigungsgründe und Fememorde, die er unter anderem in seiner Dissertation demonstriert hatte.
Die Mitgliedschaft der Angeklagten in SA und Selbstschutz Oberschlesien einerseits und die polnische Abstammung sowie kommunistische Gesinnung des Opfers andererseits, führten vor dem Hintergrund ethnischer Spannungen zwischen Deutschen und Polen in Oberschlesien zu einer Polarisierung, die durch die Vereinnahmung des Falles durch politische Akteure, insbesondere die Nationalsozialisten, weiter verstärkt wurde. Dies fand auch publizistisch Niederschlag: NS-nahe Zeitungen diffamierten das Mordopfer mit rassistischen Beschreibungen wie „Minusmenschen“ und behaupteten, dass dieses in einem Akt völkischer Notwehr aus Zorn über die angebliche frühere Betätigung als Insurgent während der deutsch-polnischen Grenzkämpfe in Oberschlesien getötet worden sei. Linksgerichtete und liberale Blätter wurden durch die rassistischen Angriffe der NS-Presse auf das Opfer (und die rassische Hochpreisung der Täter) dazu veranlasst, festzustellen, dass die entsprechenden Behauptungen der braunen Zeitungen selbst innerhalb des rassistischen Weltbildes der NSDAP nicht stimmig waren, nachdem mehrere der von der NS-Presse als wackere „arische“ Kämpfer präsentierten Angeklagten Nachnamen trugen, die auf eine polnische Abstammung hindeuteten, und dass einige von diesen sogar 1921 auf polnischer Seite gekämpft hätten. Die Linkspresse wies in diesem Zusammenhang auch darauf hin, dass der Verteidiger der vermeintlichen arischen Slawenabwehrer, Lowack, Polen unter seinen Ahnen haben würde. So veröffentlichte eine Zeitung einen entsprechenden Artikel mit der Überschrift „Rechtsanwalt Lowaks [sic!] polnischer Stammbaum“.
Der Schriftsteller August Scholtis verarbeitete den Fall Potempa in einem kurz nach dem Prozess in sozialdemokratischen Zeitungen veröffentlichten melancholischen Gedicht, dem er den Titel „Potempa…Ansprache an die Nationalen“ gab, wobei er auch auf die Person des Verteidigers, in einer Zeile mit der traurig-kontemplativen Frage „Und du junger Naziverteidiger, bist du einfältig oder auch schon schlecht?“ einging.
Am 1. Mai 1933 trat Lowack in die NSDAP ein (Mitgliedsnummer 2.221.270). Am 8. Juli 1933 wurde er außerdem Rechtsberater der SA-Standarte 22 mit dem Rang eines SA-Sturmführers.
Am 26. Juli 1933 wurde Lowack unter Entlassung aus dem Justizdienst als selbständiger Rechtsanwalt beim Amts- und Landgericht in Gleiwitz zugelassen. Am 3. September 1933 wurde er durch Erlass vom 28. August 1933 auch zum Notar ernannt. Kanzleisitz war zunächst die Wilhelmstraße 5, ab 1937 die Pfarrstraße 2 am Gleiwitzer Ring. Zudem engagierte sich Lowack Mitte der 1930er Jahre als Vereinsführer der SV Vorwärts-Rasensport Gleiwitz. Von 1939 bis 1941 war Lowack zudem als Notar in Nikolai tätig.
Vom 28. August 1939 bis 3. März 1941 und erneut seit dem 14. September 1941 gehörte Lowack der Wehrmacht an. Am 1. Januar 1943 erhielt er den Rang eines Leutnants der Reserve.
Lowack starb im März 1945 während des Zweiten Weltkriegs als Oberstabsrichter der 563. Grenadier-Division auf dem Weg von Skrunda nach Kuldiga nahe Ranki. Er ruht in der Deutschen Kriegsgräberstätte Saldus.

## Ehe und Familie
Gerhard Lowack heiratete am 1. Dezember 1933 die Gewerbeoberschullehrerin Charlotte Lowack, geb. Kaplick (1905–1993) verheiratet. Aus der Ehe gingen sechs Kinder hervor, darunter als fünftes Kind der spätere CSU-Politiker und Bundestagsabgeordnete Ortwin Lowack (* 1942).

## Schriften
- Die Rechtswidrigkeit und Handeln im Interesse der Allgemeinheit als Rechtfertigungsgrund, Gleiwitz 1931. (Dissertation)